# 타율

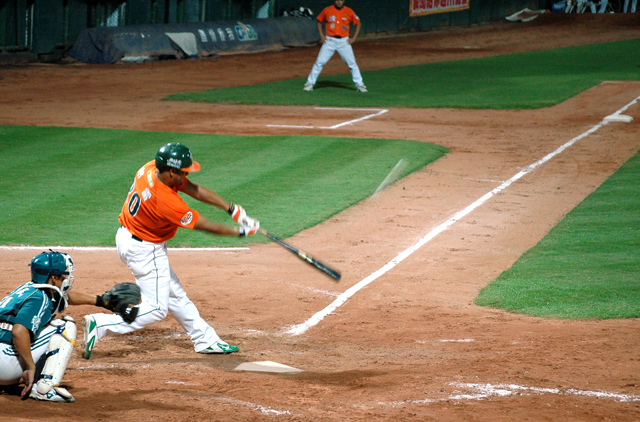
틸슨 브리토가 타석에서 타격하고 있다.

타율(打率, 영어: Batting Average, AVG 또는 BA) 또는 타격률(打擊率)은 안타 수를 타수로 나눈 값으로, 야구에서 타자를 평가하는 지표 중 하나이다.

## 역사
영국의 기자이자 통계학자인 헨리 채드윅은 야구의 초창기 역사에서 중요한 위치를 차지하고 있다. 채드윅은 1859년 크리켓에서 사용되던 타율의 개념을 변형하여 야구에 도입한 것으로 알려져 있다. 그는 득점 수를 아웃 수로 나눈 크리켓 공식을 단순히 도입하는 것보다는, 안타 수를 타수로 나눈 수치가 개개인의 타격 능력을 더 잘 나타낸다는 것을 깨달았는데, 크리켓에서는 득점이 대부분 선수 자신의 개인 능력에 따라 결정되지만 야구에서는 단순히 선수 개인의 능력이 아니라 여러 선수의 타격 능력에 따라 결정된다는 점에서 착안한 것이다. 채드윅은 안타 수가 팀 동료의 타격 능력과는 무관한 기록이기 때문에 안타 수를 야구 타율의 기준으로 삼았다. 채드윅이 타율 공식을 확립할 때 아웃이 아닌 타수를 사용한 것에 대해서는 분명하지 않으나, 안타 수를 아웃 수로 나눈 값은 실제 상황에서 쉽게 해석되지 않는 반면 타수로 나눈 값은 타자가 얼마나 자주 출루했는지에 대한 직관적인 지표가 될 수 있기 때문에 안타 수를 타수로 나눈 값을 채택한 것으로 추정하고 있다.
1887년 메이저 리그에서는 타율에 관한 정의를 바꾸는 일종의 실험적인 시도를 행했는데, 볼넷을 안타로 인정하는 것이었다. 이러한 시도는 타율의 급속한 팽창을 가져왔는데, 당해 4할 이상이 넘는 타자가 11명에 달하였다. 결국 그 다음 시즌부터 실험을 중단하였다. 이 실험 이후 야구 규칙에서 "볼넷은 타자의 타수와 안타 기록에 산입되지 않는다"는 내용이 추가되었고, 이에 따라 1887년 당시의 야구 통계 또한 개정되었다.

## 계산법
타율 = 안타 ÷ 타수

타율은 안타 수를 타수로 나눈 값이다. 이때 희생 번트와 희생 플라이, 볼넷, 몸에 맞은 공, 타격 방해 혹은 주루 방해로 인한 1루 진루의 경우에는 타수로 인정되지 않는다. 다만 타자가 방해로 인해 1루로 진루했더라도 공식 기록원이 해당 타구를 안타로 판단했다면 타수로 인정된다.
일반적으로 타율은 소수점 셋째 자리까지, 즉 천분율로 표시된다. 소수점 첫째 자리는 할(割), 둘째 자리는 푼(分), 셋째 자리는 리(厘)라고 부른다. 가령, 한 선수의 .300의 타율을 기록하고 있다면, 그 선수의 타율은 "3할"이다. 만일 소수점 셋째 자리까지 표기해도 동률로 나온 경우, 소수점 넷째 자리인 모(毛)까지 표기한다. 예를 들어, 한 선수의 타율이 .3501이고, 다른 한 선수의 타율이 .3504인 경우, 소수점 셋째 자리까지 비교할 경우 반올림 처리하더라도 동률로 표시되므로 이 경우에는 모까지 표시하고, 전자의 경우 "3할 5푼 1모"라 읽으며, 후자의 경우 "3할 5푼 4모"라고 읽는다. 

## 가치
야구 기록을 연구하는 학문인 세이버메트릭스에서는 타율이 선수의 성적을 평가하는 데 있어 효과가 크지 않은 것으로 보는데, 타율은 득점과는 아무런 상관관계도 가지지 않기 때문이다. 타율은 또한 출루율이나 장타율과 같은 통계 지표와는 달리 볼넷 수나 타자의 공격력과도 아무런 관련이 없다. 출루율과 장타율을 합한 것을 OPS라 하며, OPS는 타자의 장타력과 선구안, 출루 능력을 종합적으로 판단할 수 있는 전반적인 공격 지표로 여겨지는데, 이는 비록 완벽하지는 않으나 기존의 타격 지표보다는 나은 것으로 평가된다.

## 기록

### 메이저 리그 베이스볼

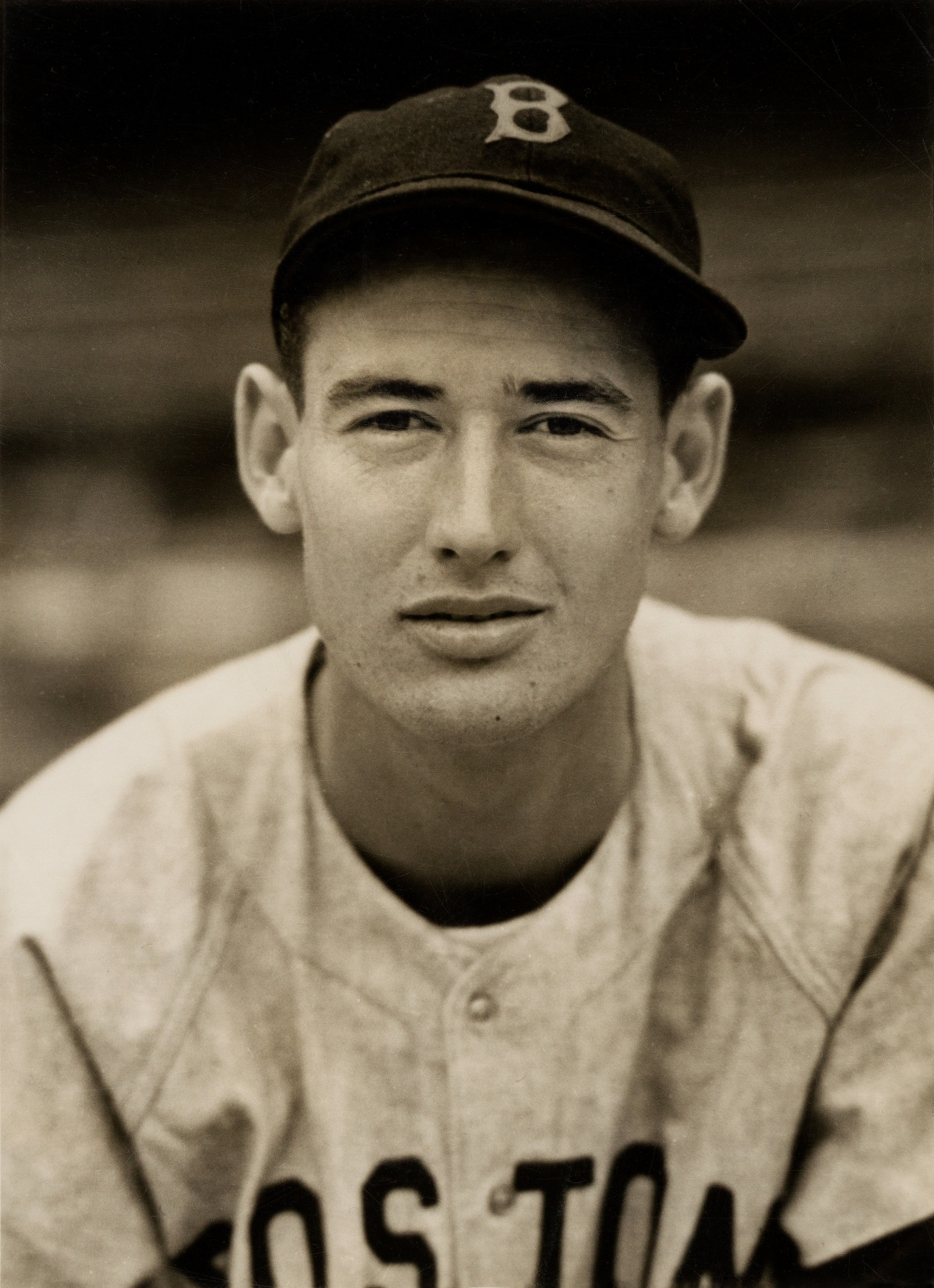
테드 윌리엄스는 메이저 리그에서 가장 마지막으로 4할 이상의 단일 시즌 타율을 기록한 선수이다 (1941).

현대에 들어서는 시즌 타율이 .300 이상인 경우 준수한 것으로 평가되며, 타율이 .400 이상인 경우 경이로운 업적으로 평가된다. 메이저 리그에서 규정 타석수를 채운 선수 중 마지막으로 .400 이상의 타율을 기록한 선수는 1941년 .406의 타율을 기록한 보스턴 레드삭스의 테드 윌리엄스이다. 1941 시즌 마지막 경기일 전까지 그는 448타수 179안타를 기록하여 .39955의 타율을 기록하고 있었다. 마지막 경기일에는 더블헤더로 치러졌는데, 테드 윌리엄스는 이 경기에서 8타수 6안타를 기록하면서 최종 456타수 185안타를 기록하여 .40570의 타율을 기록했고, 이는 반올림 처리되어 .406의 타율이 되었다.
테드 윌리엄스가 기록을 세웠던 1941년 이후 가장 높은 시즌 타율을 기록한 선수는 토니 그윈으로, 1994년 샌디에이고 파드리스 소속으로 .394의 타율을 기록하였다. 웨이드 보그스는 1985년 6월 9일부터 1986년 6월 6일까지 보스턴 레드삭스 소속으로 162경기를 치르는 동안 .401의 타율을 기록하였으나 그의 단일 시즌 최고 타율은 .368에 해당한다.
메이저 리그의 통산 최고 타율은 .366으로 타이 콥이 기록하였다. 2위는 1위의 기록보다 8리 낮은 .358으로 로저스 혼스비가 기록하였다. 메이저 리그에서 2500타수 이상을 기록한 선수들 중 통산 타율이 가장 낮은 선수는 빌 버겐이다. 그는 1901년부터 1911년까지 메이저 리그에서 포수로 활동하였는데 3,028타수에서 .170의 타율을 기록하였다. 1888년부터 1906년까지 활동한 휴 더피는 1894년 .440의 타율을 기록하면서 메이저 리그 역대 단일 시즌 최고 타율을 기록하였다. 근대(메이저 리그의 태동기부터 1900년까지의 기간을 칭한다) 시기에 가장 높은 시즌 타율을 기록한 선수는 냅 라조이다. 그는 아메리칸 리그가 출범한 1901년 당시 .426의 타율을 기록하였다. 현대 시기에 규정 타석수를 충족하면서 단일 시즌 최저 타율을 기록한 선수는 크리스 데이비스인데, 2018년 .168의 타율을 기록하였다. 2011년 당시 시카고 화이트삭스 소속이었던 애덤 던은 .159의 타율로 크리스 데이비스의 기록보다 9리 낮았으나, 타석 수가 6개 모자라 규정 타석수를 충족하는 데에는 실패했다. 신인 선수 중 최고 타율을 기록한 사람은 1911년의 조 잭슨으로, .408의 타율을 기록하였다.

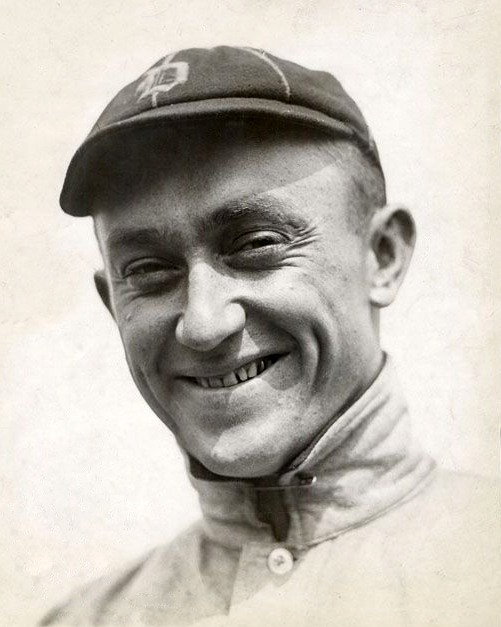
타이 콥은 메이저 리그 통산 타율에서 1위를 달리고 있다 (.366).

2019년 메이저 리그의 리그 평균 타율은 .248이다. 현대 시기 중 리그 평균 타율이 가장 높았던 시즌은 1930년으로 .296의 평균 타율을 기록하였으며, 반대로 리그 평균 타율이 가장 낮았던 시즌은 1968년으로 .237의 타율을 기록하였다. 투수를 제외한 타자의 타율이 .230보다 낮으면 타격 능력이 좋지 않은 것으로 여겨지며, 2할보다 낮으면 타격 성적이 형편없는 것으로 여겨진다. 후자의 경우는 타격 성적은 형편없었지만 수비력이 출중했던 마리오 멘도사의 이름을 딴 멘도사 라인으로 불린다.
드문 경우지만, 메이저 리그 선수들 중 통산 타율을 1.000으로 선수 생활을 마감하는 경우도 있다. 존 파치오렉은 통산 3타수 3안타를 기록하였다. 에스테반 얀은 홈런 하나를 포함 2타수 2안타를 기록하였다. 이 이외에도 2타수 2안타를 기록한 선수는 여럿이 있다.

### 일본 프로 야구
일본 프로 야구의 단일 시즌 최고 타율은 1986년 한신 타이거스 소속 랜디 바스가 기록한 .389이며, 센트럴 리그 단일 시즌 최고 타율이기도 하다. 이어 2위는 2000년 오릭스 블루 웨이브의 스즈키 이치로로, 1위의 기록보다 2리 낮은 .387을 기록하였다. 이는 퍼시픽 리그의 단일 시즌 최고 타율이다.
일본 프로 야구의 통산 타율 1위는 2004년부터 2011년까지, 2017년부터 현재까지 활동하고 있는 아오키 노리치카로 4884타수 1591안타를 기록하여 .326의 타율을 기록하고 있다.
2019년 일본 프로 야구의 리그 평균 타율은 .252이다.

### KBO 리그

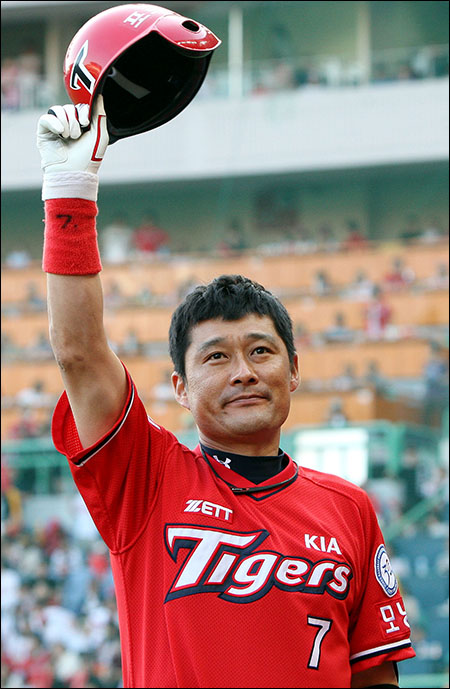
이종범은 1994 시즌 타율 .393을 기록하며 백인천에 이은 단일 시즌 최고 타율 2위를 기록하였다 (1994).

1982년 KBO 리그가 시작한 이래로 규정 타석수를 충족하며 단일 시즌 타율을 4할 이상 기록한 선수는 1982년 MBC 청룡의 백인천이 유일하다. 250타수 103안타를 기록하여 .412의 타율을 기록하였다. 1982년 백인천 이후 4할 타율에 가장 근접했던 선수는 1994년 해태 타이거즈의 이종범이다. 이종범은 1994년 8월 21일까지 405타수 162안타로 4할 타율을 기록하였으나, 시즌 막바지에 부진하여 499타수 196안타를 기록, .393의 타율을 기록하며 시즌을 마감하였다.
2019년 KBO 리그의 리그 평균 타율은 .267이다. 리그 평균 타율이 가장 높았던 해는 2016년으로, .290의 평균 타율을 기록하였다. 당시 규정 타석을 넘긴 타자 55명 중 40명이 3할을 기록하고 리그 평균자책점이 5점대에 육박하는 등 극심한 타고투저 현상이 일어났다는 비판이 일기도 하였다. 리그 평균 타율이 가장 낮았던 때는 1993년으로 .247을 기록하였다.
KBO 리그 통산 최고 타율은 장효조가 기록하였으며, 3050타수 1009안타로 .331의 타율을 기록하였다. 3000타석 이상을 기록한 선수 중 역대 최저 타율을 기록한 선수는 김호이며, 3288타수 746안타로 .227의 타율을 기록하였다. 신인 선수가 기록한 최고 타율은 1983년 삼성 라이온즈의 장효조의 .369이며, 21세기 이후에는 2017년 넥센 히어로즈의 이정후가 기록한 .324이다.

## 통계

### 메이저 리그 베이스볼
야구 통계 사이트마다 자료가 약간씩 차이가 있기 때문에 이에 따라 메이저 리그의 개인 통산 타율 순위도 약간의 차이가 존재한다. 타이 콥과 로저스 혼즈비가 각각 1, 2위를 기록한다는 점에서는 모든 사이트에서 합치된 의견을 보았으나 그 이후의 순위에 대해서는 각기 의견이 다른데, 통산 기록으로 인정받기 위해 선행되어야 하는 조건(경기 수나 타석수 등)을 각기 다르게 부여했기 때문이거나 초창기 기록에 있어서 자료의 차이가 있기 때문이다. 하기된 표에는 4개의 공인된 야구 통계 사이트에서 매긴 메이저 리그 개인 통산 타율 순위를 나타냈다. 이들 중 누구도 현재 살아있는 사람이 아니며, 레프티 오 도울, 피트 브라우닝, 그리고 블랙삭스 스캔들에 가담해서 메이저 리그에서 영구 제명된 조 잭슨을 제외한 나머지 전원이 미국 야구 명예의 전당에 입회되었다.
| Baseball-Reference.com | Baseball-Reference.com | Baseball-Reference.com | 베이스볼 알마낙 | 베이스볼 알마낙 | 베이스볼 알마낙 | ESPN | ESPN          | ESPN | MLB.com | MLB.com       | MLB.com |
| 순위                   | 선수                   | 타율                   | 순위            | 선수            | 타율            | 순위 | 선수          | 타율 | 순위    | 선수          | 타율    |
| ---------------------- | ---------------------- | ---------------------- | --------------- | --------------- | --------------- | ---- | ------------- | ---- | ------- | ------------- | ------- |
| 1                      | 타이 콥                | .3662                  | 1               | 타이 콥         | .36636          | 1    | 타이 콥       | .366 | 1       | 타이 콥       | .367    |
| 2                      | 로저스 혼즈비          | .3585                  | 2               | 로저스 혼즈비   | .35850          | 2    | 로저스 혼즈비 | .358 | 2       | 로저스 혼즈비 | .358    |
| 3                      | 조 잭슨                | .3558                  | 3               | 조 잭슨         | .35575          | 3    | 조 잭슨       | .356 | 3       | 에드 델라한티 | .346    |
| 4                      | 레프티 오 도울         | .3493                  | 4               | 에드 델라한티   | .34590          | 4    | 에드 델라한티 | .346 | 4       | 트리스 스피커 | .345    |
| 5                      | 에드 델라한티          | .3458                  | 5               | 트리스 스피커   | .34468          | 5    | 트리스 스피커 | .345 | 5       | 테드 윌리엄스 | .344    |
| 6                      | 트리스 스피커          | .3447                  | 6               | 테드 윌리엄스   | .34441          | 6    | 빌리 해밀턴   | .344 | 6       | 빌리 해밀턴   | .344    |
| 7                      | 빌리 해밀턴            | .3444                  | 7               | 빌리 해밀턴     | .34429          | 6    | 테드 윌리엄스 | .344 | 7       | 댄 브루서스   | .342    |
| 7                      | 테드 윌리엄스          | .3444                  | 8               | 베이브 루스     | .34206          | 8    | 댄 브루서스   | .342 | 8       | 베이브 루스   | .342    |
| 9                      | 댄 브루서스            | .3424                  | 9               | 해리 헤일먼     | .34159          | 8    | 해리 헤일먼   | .342 | 9       | 해리 헤일먼   | .342    |
| 10                     | 베이브 루스            | .3421                  | 10              | 피트 브라우닝   | .34149          | 8    | 베이브 루스   | .342 | 10      | 윌리 킬러     | .341    |

| 순위 | 선수          | 소속 팀               | 타율  | 연도   | 비고      |
| ---- | ------------- | --------------------- | ----- | ------ | --------- |
| 1    | 냅 라조이     | 필라델피아 애슬레틱스 | .4265 | 1901년 |           |
| 2    | 로저스 혼즈비 | 세인트루이스 카디널스 | .4235 | 1924년 |           |
| 3    | 조지 시슬러   | 세인트루이스 브라운스 | .4198 | 1922년 |           |
| 4    | 타이 콥       | 디트로이트 타이거스   | .4189 | 1911년 |           |
| 5    | 타이 콥       | 디트로이트 타이거스   | .4087 | 1912년 |           |
| 6    | 조 잭슨       | 클리블랜드 냅스       | .4081 | 1911년 | 영구 제명 |
| 7    | 조지 시슬러   | 세인트루이스 브라운스 | .4073 | 1920년 |           |
| 8    | 테드 윌리엄스 | 보스턴 레드삭스       | .4057 | 1941년 |           |
| 9    | 로저스 혼즈비 | 세인트루이스 카디널스 | .4028 | 1925년 |           |
| 10   | 해리 헤일만   | 디트로이트 타이거스   | .4027 | 1923년 |           |

### 일본 프로 야구
| 순위 | 선수                | 타율   |
| ---- | ------------------- | ------ |
| 1    | 아오키 노리치카     | .326   |
| 2    | 레론 리             | .320   |
| 3    | 와카마쓰 쓰토무     | .31918 |
| 4    | 장훈                | .31915 |
| 5    | 그렉 웰스           | .317   |
| 6    | 가와카미 데쓰하루   | .313   |
| 7    | 월리 요나미네       | .3110  |
| 8    | 오치아이 히로미쓰   | .3108  |
| 9    | 오가사와라 미치히로 | .3104  |
| 10   | 레온 리             | .308   |

| 순위 | 선수              | 소속 팀             | 타율  | 연도        | 비고                  |
| ---- | ----------------- | ------------------- | ----- | ----------- | --------------------- |
| 1    | 랜디 바스         | 한신 타이거스       | .389  | 1986년      | 센트럴 리그 최고 기록 |
| 2    | 스즈키 이치로     | 오릭스 블루웨이브   | .387  | 2000년      | 퍼시픽 리그 최고 기록 |
| 3    | 스즈키 이치로     | 오릭스 블루웨이브   | .385  | 1994년      |                       |
| 4    | 장훈              | 도에이 플라이어스   | .3834 | 1970년      |                       |
| 5    | 오시타 히로시     | 도큐 플라이어스     | .3831 | 1951년      |                       |
| 6    | 워렌 크로마티     | 요미우리 자이언츠   | .3781 | 1989년      |                       |
| 7    | 우치카와 세이이치 | 요코하마 베이스타스 | .3780 | 2008년      |                       |
| 8    | 가와카미 데쓰하루 | 요미우리 자이언츠   | .377  | 1951년      |                       |
| 9    | 나카네 스스무     | 나고야군            | .376  | 1936년 추계 |                       |
| 10   | 잭 블룸필드       | 긴테쓰 버펄로스     | .374  | 1962년      |                       |

### KBO 리그
| 순위 | 선수          | 타율 |
| ---- | ------------- | ---- |
| 1    | 장효조        | .331 |
| 2    | 김태균        | .323 |
| 3    | 손아섭        | .322 |
| 4    | 김현수        | .321 |
| 5    | 최형우        | .318 |
| 6    | 양준혁        | .316 |
| 7    | 나성범        | .316 |
| 8    | 서건창        | .315 |
| 9    | 제이 데이비스 | .313 |
| 10   | 이병규        | .311 |

| 순위 | 선수        | 소속 팀       | 타율   | 연도 | 비고                         |
| ---- | ----------- | ------------- | ------ | ---- | ---------------------------- |
| 1    | 백인천      | MBC 청룡      | 1982년 | .412 | 최초이자 마지막으로 4할 기록 |
| 2    | 이종범      | 해태 타이거즈 | 1994년 | .393 |                              |
| 3    | 장효조      | 삼성 라이온즈 | 1987년 | .387 |                              |
| 4    | 에릭 테임즈 | NC 다이노스   | 2015년 | .381 |                              |
| 5    | 최형우      | 삼성 라이온즈 | 2016년 | .376 |                              |
| 6    | 장효조      | 삼성 라이온즈 | 1985년 | .373 |                              |
| 7    | 마해영      | 롯데 자이언츠 | 1999년 | .372 |                              |
| 8    | 박용택      | LG 트윈스     | 2009년 | .372 |                              |
| 9    | 홍성흔      | 롯데 자이언츠 | 2009년 | .371 |                              |
| 10   | 서건창      | 넥센 히어로즈 | 2014년 | .370 | 최초 200안타 돌파            |

## 파생

### 득점권 타율
득점권 타율(得点圈 打率, 영어: Batting Average with Runners in Scoring Position, BA/RISP)이란 2루나 3루, 즉 득점권에 주자를 두었을 때의 타율을 뜻한다. 줄여서 득타율이라고 부르기도 한다. 메이저 리그에서는 1980년 조지 브렛이 .469를 기록한 것이 단일 시즌 최고 기록이다. 일본 프로 야구에서는 1985년 지바 롯데 마린스의 오치아이 히로미쓰가 .492의 득점권 타율을 기록한 것이 단일 시즌 최고 기록이다. KBO 리그에서는 2002년 이후의 기록 중 2010년 롯데 자이언츠의 홍성흔이 기록한 .438이 단일 시즌 최고 기록이다.

## 같이 보기
- 수위 타자
- 한국 프로 야구 타율 관련 기록

### 내용주
1. ↑  천분율의 기호인 퍼밀(‰)을 사용하지 않는다.
2. ↑  "3할 9푼 9리 5모 5사"라고 읽는다.
3. ↑  규정 타석수는 시즌 경기 수에 3.1을 곱해서 구할 수 있다.
4. ↑  1982년부터 2001년까지의 KBO 리그 개인별 득점권 타율 기록은 KBO에서 제공하지 않아 확인할 수 없다.